# Píndaro de Carvalho Rodrigues
Píndaro de Carvalho Rodrigues (1 de juny de 1892 - 30 d'agost de 1965) fou un futbolista brasiler.

## Selecció del Brasil
Va formar part de l'equip brasiler a la Copa del Món de 1930 com a entrenador.